# Herkimer (Nueva York)
Herkimer es un pueblo ubicado en el condado de Herkimer en el estado estadounidense de Nueva York. En el año 2000 tenía una población de 9.962 habitantes y una densidad poblacional de 121.9 personas por km².

## Demografía
Según la Oficina del Censo en 2000 los ingresos medios por hogar en la localidad eran de $28,763, y los ingresos medios por familia eran $42,296. Los hombres tenían unos ingresos medios de $30,828 frente a los $20,845 para las mujeres. La renta per cápita para la localidad era de $17,211. Alrededor del 13.3% de la población estaban por debajo del umbral de pobreza.